# Bodemverontreiniging in Nederland

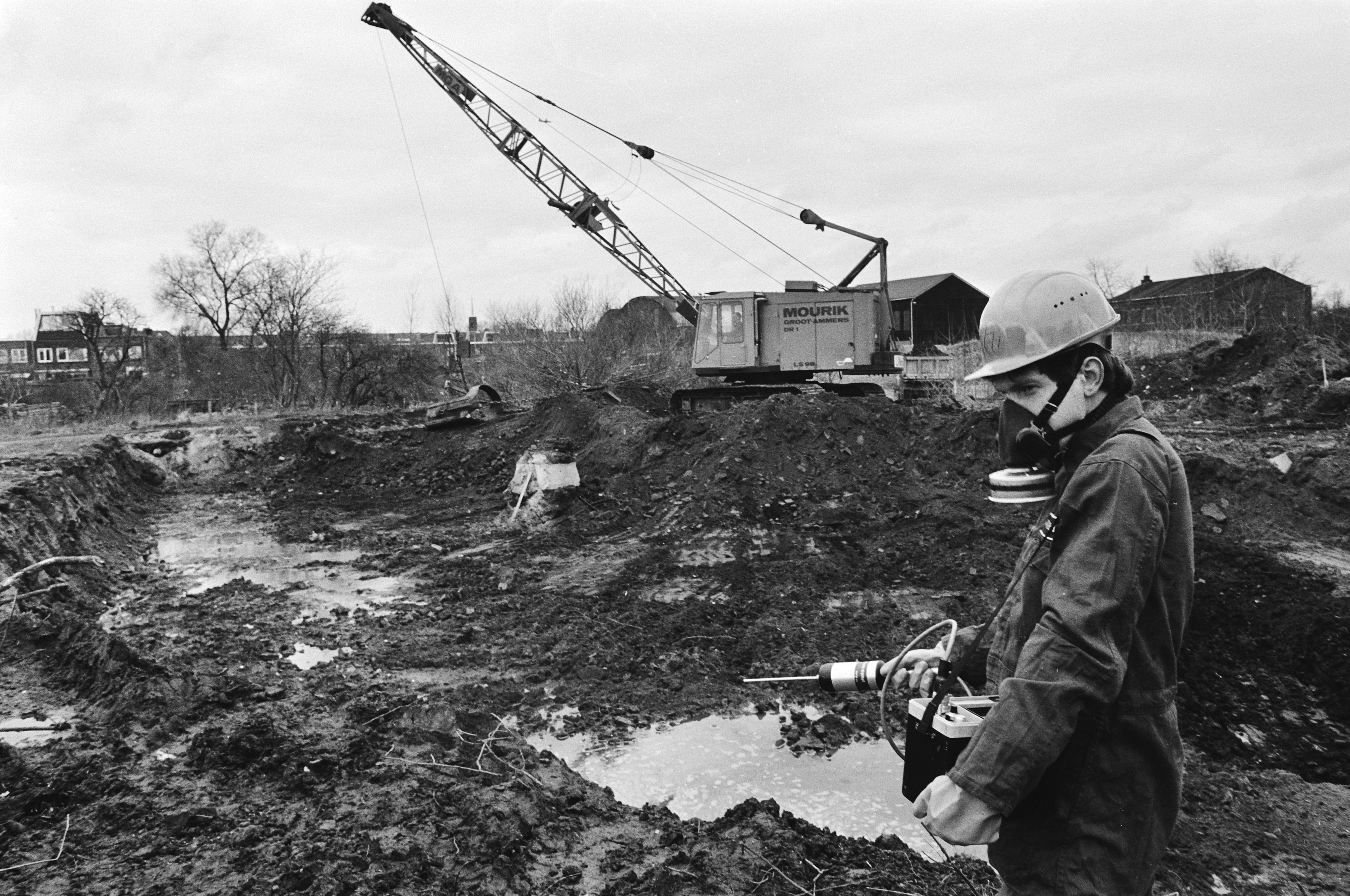
Onderzoek in het Griftpark in 1983

De bodemverontreiniging in Nederland is sterk in de belangstelling geraakt bij Lekkerkerk en de Volgermeerpolder. Ook in Alphen aan den Rijn is in de Coupépolder bodemverontreiniging geconstateerd onder de vuilnisbelt. Die vuilnisbelten werden gebruikt voor illegale stortpraktijken. Ook de bodemvervuiling in het Utrechtse Griftpark, Kralingen, put van Weber, teerputten in het Twentse Vasse en de zogenaamde kleigaten van Morselt en Scholten aan de Steenbakkerweg in het eveneens in Twente gelegen Borne zijn beruchte voorbeelden van zeer ernstige vervuilde locaties uit de jaren 50, 60, 70 en 80. De bodemwetgeving heeft sinds het ontdekken van de eerste verontreiniging veel verandering en aanvullingen gehad. In 2005 is de Wet Bodembescherming voor de derde maal in zijn bestaan gewijzigd.
Zo zijn er nog vele andere plekken in Nederland waar bodemvervuiling opgedoken is, niet alleen onder oude vuilstortplaatsen, maar ook onder oude chemische fabrieken (bijvoorbeeld gasfabrieken, aluminiumfabrieken en wasserijen).
In 2005 werd bekend dat in Nederland op zo'n 600.000 locaties de bodem is verontreinigd. De totale kosten voor sanering werden in 2003, toen schattingen nog uitgingen van ruim 175.000 locaties, al geschat op zo'n 18,15 miljard euro. Duidelijk is dat bodemverontreiniging een ernstig maatschappelijk en milieuprobleem is.
Om de omvang van de bodemverontreiniging in Nederland in kaart te brengen zijn in het kader van het Nationale Milieubeleidsplan 3 (NMP3) archiefinventarisaties uitgevoerd. Bij deze inventarisaties is gekeken naar potentieel bodembedreigende (bedrijfsmatige) activiteiten die zijn opgenomen in bijvoorbeeld Hinderwetvergunningen, archieven van de Kamer van Koophandel, kadaster enzovoort. In een aantal gevallen is ook luchtfoto-onderzoek uitgevoerd om dempingen en ophogingen met bijvoorbeeld baggerspecie te kunnen lokaliseren. Naast de archieven met potentieel verontreinigde locaties zijn ook de reeds onderzochte locaties in beeld gebracht. Tezamen vormen potentieel (ernstig) verontreinigde locaties en onderzochte locaties het zogenaamde Landsdekkend beeld 2005 (spoor 1). Als onderdeel van het verkrijgen van uniforme benamingen binnen het Landsdekkend Beeld is nationaal een basisbestand opgesteld, het zogenaamde UBI-bestand.
Het Landsdekkend beeld bodemverontreiniging is op 1 januari 2005 gereed gekomen (LDB 2005). Dit Landsdekkend beeld bestaat uit bodemkwaliteitskaarten die de diffuse bodemverontreiniging weergeven (Landsdekkend beeld spoor 2) en gegevensbestanden met potentieel (ernstig) verontreinigde locaties en onderzochte locaties. Een aantal gemeenten en provincies stellen de gegevens via websites ter beschikking (onder andere Gemeente Rotterdam, provincie Utrecht en de provincie Groningen en er volgen er vast nog meer).
Op basis van het Landsdekkend beeld 2005 is het aantal verontreinigde locaties geschat op 600.000, waarvan ongeveer 60.000 locaties moeten worden gesaneerd. In 2030 moeten uiteindelijk alle gevallen van bodemverontreiniging zijn gesaneerd of worden beheerst.

## Onderzoek naar bodemverontreinigingen
Binnen Nederland is het onderzoeken van bodemverontreinigingen in normen beschreven, bijvoorbeeld de NEN 5740. Op deze wijze wordt een eenduidige wijze van onderzoek uniform geregeld en zijn resultaten van bodemonderzoeken onderling vergelijkbaar.
Een misverstand is dat een schone grond verklaring wordt afgegeven. Deze kreet is niet meer dan een kreet. Er bestaat geen bevoegd gezag die een dergelijke verklaring afgeeft. De reden hiervoor is dat elke bodem wel concentraties aan "contaminanten" bevat. In ieder geval blijken, van de parameters die in de bodemonderzoeken standaard onderzocht worden, vaak wel licht verhoogde gehalten te worden gemeten. Echt het schoon verklaren zal men om die reden nooit doen. Het enige wat met een milieukundig bodemonderzoek wordt aangetoond wordt in een rapportage vastgelegd, waarmee de kwaliteit van de bodem wordt beschreven.

## Nederlandse bodemsaneringsmethoden
Zie ook: bodemsaneringstechnieken.
Op diverse wijzen is de aanpak van een bodemverontreiniging te realiseren. Het belangrijkste is het wegnemen van drie soorten van risico's: humane-, ecologische en verspreidingsrisico's.
De mate van risico is onder meer afhankelijk van: verontreinigingssoort, verontreinigingsgraad (concentraties - zie Streef- en Interventiewaarden), blootstellingsroute, oplosbaarheid in water etc. In de Wet bodembescherming (Wbb) zijn een groot aantal beleidsstandpunten verankerd, waaronder de mogelijkheid van functiegericht of functioneel saneren.

## Nederlandse preventieve maatregelen van de overheid
De Nederlandse rijksoverheid heeft een groot aantal wetten, richtlijnen en besluiten gemaakt om milieuverontreiniging aan banden te leggen. Ook door het treffen van een aantal preventieve bodembeschermende maatregelen is bodemvervuiling te voorkomen. Enkele voorbeelden:
- aanbrengen van vloeistofdichte vloeren bij benzinestations en autosloperijen;
- afspraken over hoe met verontreinigde grond om te gaan;
- verwijderen van ondergrondse olietanks - Activiteitenbesluit;
- beperken van het lozen van afvalwater in de bodem en het oppervlaktewater;
- reguleren van grondwateronttrekking;
- inrichting en beheer van stortplaatsen;
- toepassen van bouwstoffen (Besluit bodemkwaliteit).

Daarnaast bestaat de Nederlandse Richtlijn Bodembescherming Bedrijfsmatige Activiteiten, die bedrijven ondersteunt bij het nemen van preventieve maatregelen. Deze richtlijn wordt o.a. gebruikt voor het opstellen van vergunningen en voor de handhaving van de Wet Milieubeheer (WM).